# Анімація фарбою на склі
Анімація фарбою на склі — це техніка створення анімаційних фільмів шляхом маніпулювання на склі олійними фарбами повільного висихання. Часом також використовують суміш гуаші та гліцерину. Найвідомішим митцем у цій сфері є російський аніматор Олександр Петров; він використав цю техніку у сімох фільмах, кожен з яких отримав нагороди.

## Аніматори та фільми
- Мартіна Чартранд (Martine Chartrand)
  - Чорна душа (Black Soul, 2000)
- Вітольд Ґерш (Witold Giersz)
  - Малий Вестерн (Mały Western, 1960)
  - Червоне та чорне (Czerwone i czarne, 1963)
  - Кінь (Koń, 1967)
  - Каскадер (Kaskader, 1972)
  - Пожежа (Pożar, 1975)
- Керолайн Ліф (Caroline Leaf)
  - Вулиця (The Street, 1976)
- Маркос Маґаляєс (Marcos Magalhães)
  - Animando (1987, частково)
- Мійо Сато (Miyo Sato)
  - Лисові страхи (Fox Fears, 2016)
  - Mob Psycho 100 (2016)
- Жорж Швіцґебель (Georges Schwizgebel)
  - Чоловік без тіні (L'homme sans ombre, 2004), екранізація повісті «Дивовижна історія Пітера Шлеміля»
  - Ретуш (Retouches, 2008)
- Венді Тілбі та Аманда Форбіс, дует (Wendy Tilby, Amanda Forbis)
  - Струни (Strings, 1991)
- Агамурад Аманов
  - Тузик (Тузик, 2001)
  - Осінь дитинства (Осень детства, 2005, з Катериною Бойковою)
- Олексій Караєв
  - Ласкаво просимо (Добро пожаловать, 1986)
  - Мешканці старого дому (Жильцы старого дома, 1987)
  - Я вас чую (Я вас слышу, 1992)
- Наталья Орлова
  - Гамлет (Hamlet, 1992)
  - Король Річард ІІІ (King Richard III, 1994)
  - Мобі Дік (Моби Дик, 1999)
- Олександр Петров
  - Корова (Корова, 1989)
  - Сон смішної людини (Сон смешного человека, 1992)
  - Русалка (Русалка, 1997)
  - Старий і море (Старик и море, 1999)
  - Зимові дні (冬の日, 2003, сегмент)
  - Моя любов (Моя любовь, 2006)
- Володимир Самсонов
  - Зима (Зима, 1979)
  - Відблиски (Блики, 1981)
  - Контрасти (Контрасты, 1981)
  - Контури (Контуры, 1981)
  - Маскарад (Маскарад, 1981)
  - Натюрморт (Натюрморт, 1981)
  - Реставрація (Реставрация, 1981)
  - Сонечко (Солнышко, 1981)
  - Равлик (Улитка, 1981)
  - Фокус (Фокус, 1981)
  - Світломузика (Цветомузыка, 1981)
  - Джміль (Шмель, 1981)
  - Настрій (Настроение, 1982)
  - Пейзаж (Пейзаж, 1982)
  - Побачення (Свидание, 1982)
  - Сорока (Сорока, 1982)
  - Мотив (Мотив, 1984)
  - Очікування (Ожидание, 1984)
  - Мініатюри (Миниатюры, 1985)
  - Мініатюри - 86 (Миниатюры - 86, 1986)
- Борис Степанцев
  - Пісня про сокола (Песня о соколе, 1967)
- Olive Jar Studios
  - MTV: Greetings From The World (1988)

## Зовнішні посилання
- Коментарі та поради від аніматорів фарбою на склі [Архівовано 16 червня 2016 у Wayback Machine.]